# ملودی (خواننده)
ملودی (به انگلیسی: Melody) با نام اصلی ملودیا روئیز گوتیرز (به انگلیسی: Melodía Ruiz Gutiérrez) (زاده ۱۲ اکتبر ۱۹۹۰) خواننده، ترانه‌سرا و رقصنده اسپانیایی است.او با انتشار آهنگ "El Baile de Los Gorilas" در سال ۲۰۰۱ به شهرت زیادی در آمریکای لاتین رسید.
او نماینده اسپانیا در یوروویژن ۲۰۲۵ است.